# Буревісник кабо-вердійський
Буревісник кабо-вердійський (Calonectris edwardsii) — морський птах з родини буревісникових (Procellariidae).

## Поширення
Розмножується тільки на островах Кабо-Верде. Найбільші колонії знаходяться на островах Брава, Бранку і Расу, хоча вид також гніздиться в меншій кількості на інших островах архіпелагу. Після сезону розмноження популяція розсіюється, птахів можна побачити в зоні апвелінгу у водах Сенегалу, де в жовтні було зареєстровано близько 10 % популяції. Були записи з Південної Атлантики, а також із східного узбережжя Північної Америки.